# One Night Only (видео)
One Night Only — DVD, записанное во время живого выступления Рики Мартина, которое было выпущено в США в декабре 1999 г. Он был сертифицирован Платиновым по данным RIAA 31 мая 2000 г.

## Чарты и сертификации

### Чарты
| Чарт                           | Наивысшая позиция |
| ------------------------------ | ----------------- |
| U.S. Billboard Top Music Video | 2                 |

### Сертификации
| Страна | Сертификация1 |
| ------ | ------------- |
| США    | Платина       |

## Список композиций
| №  | Название                                                                      | Длительность |
| -- | ----------------------------------------------------------------------------- | ------------ |
| 1. | «Livin' la Vida Loca»                                                         |              |
| 2. | «She's All I Ever Had»                                                        |              |
| 3. | «Spanish Eyes/Lola, Lola» (Попурри)                                           |              |
| 4. | «Shake Your Bon-Bon»                                                          |              |
| 5. | «Light My Fire/Oye Como Va» (Guajira) (с Карлосом Сантаной и Хосе Фелисианом) |              |
| 6. | «María» (Live Remix)                                                          |              |
| 7. | «The Cup of Life» (Live Remix)                                                |              |
| 8. | «Shake Your Bon-Bon» (клип) (DVD бонус)                                       |              |